# شانه چمن (سرده)
شانه چمن (نام علمی: Dinebra) نام یک سرده از تیره گندمیان است.